# 주광

주광(主光, Key Light)은 사진작가나, 영화촬영기사 등의 장면연출가들이 쓰는 가장 중요한 조명이다. 주광의 역할은 물체의 모습을 밝게 비추는 것이다. 하지만 주광이 반드시 필요하지는 않다. 주광의 생략은 실루엣 효과를 줄 수 있다.

## 위치
주광은 빛을 한곳에 집중시켜 강한(Hard) 조명을 만들거나, 퍼뜨려서 부드러운(Soft) 조명을 만들 수 있다. 일반적인 3점 조명에서 주광은 카메라 방향과 30~60°를 이루는 곳에 설치된다. 또한 색다른 효과를 주기 위해 더 높은 곳이나, 더 낮은 곳에 설치될 수 있다. 주광의 일반적인 수직 위치는 30° 정도로, 눈높이 보다 약간 높아서 코의 그림자가 입술까지 생기지 않는다.
대부분의 자연광이나 환경광은 머리 위에서 오지, 아래쪽에서는 오지 않기 때문에, 낮은 위치에 설치된 주광은 배우의 인상을 비뚤어져 보이게 한다. 공포영화나 코미디영화에서 쓰이는 극적인 효과는 이처럼 주광이 아래서쪽에서 얼굴을 비추게 하여 만든다. 높은 위치에 설치된 주광은 광대뼈를 현저하게 드러내보이고, 코 그림자를 길게 한다.

## 장면 비추기
주광만을 사용하면, 배경은 비추어지지 않아서 대조가 큰 장면을 만든다. 보조광은 장면의 심한 대조와 어두운 부분을 줄여준다. 보조광의 대안으로 반사광을 사용하거나, 더 멀리서 물체를 비추어 다른 물체도 함께 조명하는 방법이 있다.
주광과 함께 후광은 배경과 물체를 구분시키는 것을 돕는다. 때문에 물체나 카메라가 위치가 바뀌면, 주광과 후광의 역할이 바뀔 수도 있다.
주광이 꼭 물체를 직접 비출 필요는 없다. 여러 필터나, 스크린, 반사판을 지나서 비출 수도 있다. 나뭇잎이나 창문유리, 혹은 다른 장애물을 통과한 빛은 장면에 좀 더 시각적인 흥미로움을 준다. 또한 주광이 반드시 흰색일 필요도 없다. 다른 색의 주광은 흰색보다 감정적인 깊이감을 더할 수 있다. 햇빛은 낮의 실외 조명에서, 따뜻한 흰색으로, 실내 조명에서 중립적이거나 인공적인 흰색으로 보일 수 있다. 대조적으로 달빛은 실내 조명보다 시원해 보인다.

## 조명 선택
주광은 실내에서 무대 조명, 실외에서 햇빛이 된다. 실외에서 조명기구는 부족한 햇빛을 보충해주거나, 햇빛이나 천공광이 보조광으로 쓰이고 조명기구가 주광으로 쓰이기도 한다. 실제로 램프는 주광으로서, 충분한 밝기를 제공한다.

## 같이 보기
- 무대조명기구